# Thiên An Môn

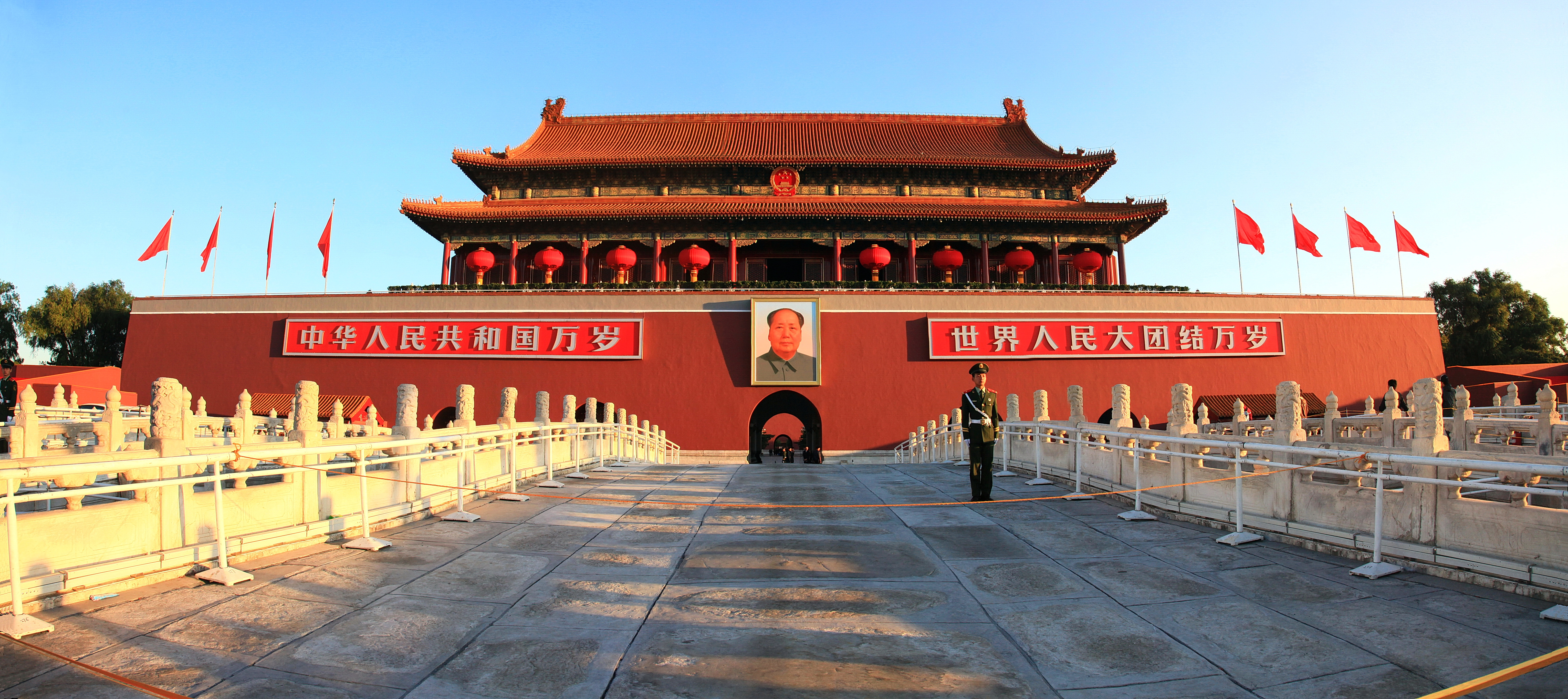
Thiên An Môn

Thiên An Môn (giản thể: 天安门; phồn thể: 天安門; bính âm: Tiān'ānmén) là cổng chính vào Tử Cấm Thành tại Bắc Kinh. Nó nằm ở lề phía bắc của Quảng trường Thiên An Môn.
Lúc đầu cổng này được gọi là Thừa Thiên Môn (giản thể: 承天门; phồn thể: 承天門; bính âm: chéngtiānmén). Cổng đã bị sét đánh làm thiệt hại trong năm 1457, và không được sửa lại cho đến 1465. Trong cuộc chiến trong cuối thời Nhà Minh, nó bị thiệt hại một lần nữa. Trong năm 1644 trong thời Nhà Thanh, cổng này lại bị quân phiến loạn dưới sự chỉ huy của Lý Tự Thành đốt cháy. Như những kiến trúc chính thức của Trung Quốc, cổng có trang trí nóc độc nhất vô nhị. Nó có số hình tượng nhiều nhất trên nóc - 10 trong mỗi bộ.
Trước cổng có tượng hai con sư tử đứng trước cổng và hai con canh gác các cây cầu. Hai cột đá - mỗi cột có một con thú ở trên - cũng đứng trước cổng. Nhiệm vụ của chúng là bảo vệ vị hoàng đế trong Tử Cấm Thành; con thú nhìn ra ngoài (hướng nam) sẽ khiển trách hoàng đế nếu ông ấy ở ngoài quá lâu. Đồng thời, con thú nhìn vô trong (hướng bắc) cũng sẽ khiển trách hoàng đế nếu ông ở trong quá lâu.
Cổng ở giữa có chân dung của Mao Trạch Đông khổng lồ được đặt phía trên, trong khi các tường ở hướng đông và tây có những biểu ngữ khổng lồ; phía bên trái viết "Cộng hòa Nhân dân Trung Hoa muôn năm" (tiếng Trung: 中华人民共和国万岁; Hán-Việt: Trung Hoa Nhân dân cộng hòa quốc vạn tuế; bính âm: Zhōnghuá rénmín gònghéguó wànsuì), trong khi phía bên phải có viết "Đại đoàn kết nhân dân thế giới muôn năm" (tiếng Trung: 世界人民大团结万岁; Hán-Việt: Thế giới nhân dân đại đoàn kết vạn tuế; bính âm: Shìjiè rénmín dà tuánjié wànsuì). Biểu ngữ phía bên phải trước kia viết "Chính phủ trung ương nhân dân muôn năm". Trước kia cả hai biểu ngữ đều được viết bằng chữ Hoa phồn thể nhưng nay được viết bằng chữ Hoa giản thể. Các biểu ngữ này có nghĩa tượng trưng lớn, vì cụm từ "muôn năm" (tiếng Trung: 万岁; Hán-Việt: vạn tuế; bính âm: Wànsuì) cũng như hoàng cung, trước kia chỉ dành cho hoàng đế, nhưng nay người dân cũng có thể dùng được.
Thiên An Môn đã được đưa vào quốc huy Trung Quốc.